# Paii
Paii var en app til mobilbetaling via en smartphone , udviklet af fire teleselskaber og udgivet i december 2013. I november 2014 blev Paii opkøbt af Swipp.

## Teknologi
- Med en Paiikonto kunne man overføre penge til andre, foretage SMS-køb som fx busbilletter og betale i webshops og apps. Desuden kunne man betale med Paii i fysiske butikker med både mobilbetaling og med trådløs betjening via Near Field Communication (NFC).
- Ved kombination med appen Zerved var det fx muligt at springe køen over ved forudbestilling af varer til pausen i en teaterforestilling: 1) bestilling, 2) betaling, 3) besked om at ordren er klar til servering eller afhentning
- Man oprettede sin Paiikonto med sit mobilnummer og sit NemID. Man betalte enten med et fast tilknyttet betalingskort eller over sin telefonregning.
- Man hentede appen i App Store eller Google Play. Havde man iPhone 5, Android 4.0 eller nyere, kunne man oprette sig direkte via appen. Ellers skulle man bruge sin pc.
- Systemkrav ved download og brug: Med Android skulle man minimum have 3.2 og med IOS skal man minimum have 6.1
- Appen krævede internetadgang ved almindelige overførsler og NFC ved trådløs betaling

## Sikkerhed og elektroniske spor
- Appen havde adgang til Identitet, Kontaktpersoner, Billeder og andre mediefiler
- Der lå ikke kontooplysninger på telefonen, og man oplyste kun sit telefonnummer til sine betalere. Når man skulle betale, brugte man modtagerens telefonnummer og sin egen firecifrede pinkode.
- sin Paiikonto blev automatisk spærret efter tre forkerte indtastninger af pinkoden. Man kunne selv låse den op, hvis man selv havde tastet forkert.
- Hvis man mistede sin mobiltelefon, kunne man spærre sin konto
- Når man tilmeldte sig og brugte Paii, efterlod man en række elektroniske spor, som Paii brugte til driften og til at indsamle statistik om sit forbrugsmønster. Paii videregav oplysninger til tredjemand, når det bar nødvendigt for driften af Paii.

## Pris
Paii var gratis at downloade, gratis at overføre penge med til andre og gratis at betale med på nettet medmindre salgsstedet opkræver gebyr ved betaling med betalingskort.

## Historie
Kilde: https://www.paii.dk/ompaii/presse (Webside+ikke+længere+tilgængelig)
2015: Planer om lancering af en ny mobilbetalingsløsning med navnet Swipp, som vil blive tilgængelig for alle bankkunder
2014: Bankernes fælles løsning til mobilbetaling, Swipp , køber Paii den 25. november 2014. Årsagen til, at teleselskaberne er på vej ud af markedet er, at Paii har haft begrænset udbredelse, fx få butikker og kun blandt teleselskabernes egne kunder. Teleselskaberne begrunder salget med, at betalinger ikke er en kerneopgave for teleselskaber.
2013: Appen Paii blev lanceret den 20. december 2013
2012: Firmaet Paii blev stiftet som en selvstændig virksomhed af de fire største teleselskaber i Danmark, TDC , Telenor , Telia og 3